# Godło Zjednoczonych Emiratów Arabskich
Godło Zjednoczonych Emiratów Arabskich – złoty sokół Kurajszytów ze srebrnymi pasami na skrzydłach i owalnym kartuszem z widniejącym w jego środku statkiem. Pod godłem znajduje się napis w języku arabskim الإمارات العربيّة المتّحدة (Zjednoczone Emiraty Arabskie).
W dniu 22 marca 2008 roku zmodyfikowano kształt godła, w ten sposób że zmieniono kształt koła a w miejsce statku umieszczono flagę Zjednoczonych Emiratów Arabskich. Siedem gwiazd umieszczonych na kole symbolizuje 7 emiratów tworzących ZEA.
Emiraty wchodzące w skład ZEA przyjęły swoje symbole w drugiej połowie lat 60. XX wieku.
Są to emblematy składające się ze skrzyżowanych flag emiratu z różnymi dodatkowymi elementami: sztylety arabskie (Adżman, Ras al-Chajma), palma (Szardża), skrzyżowane karabiny (Fudżajra), sokoły (Abu Zabi, Dubaj).
Emblematy te były używane m.in. na emitowanych w latach 1964–1972 przez poszczególne emiraty srebrnych i złotych monetach oraz znaczkach pocztowych i fiskalnych.

## Historyczna wersja godła

Godło ZEA w latach 1973–2008